# Verrucaria internigrescens
Verrucaria internigrescens är en lavart som först beskrevs av William Nylander och fick sitt nu gällande namn av Erichsen. 
Verrucaria internigrescens ingår i släktet Verrucaria och familjen Verrucariaceae. Arten är reproducerande i Sverige. Inga underarter finns listade i Catalogue of Life.